# Axellutning

Jorden roterande runt sin lutande rotationsaxel.

Axellutning eller oblikvitet kallas den vinkel som en tänkt eller verklig axel har mot en tänkt linje som är vinkelrät mot ett referensplan.
Ett exempel på axellutning är jordens rotationsaxel som lutar 23,44° mot en vertikal linje som är vinkelrät mot jordbanans plan (ekliptikan). Det är jordaxelns lutning mot sin bana runt solen som ger årstider, midnattssol och polarnatt.